# Francis J. Dunn
Francis J. Dunn – amerykański polityk, w 1841 sekretarz (gubernator) Terytorium Wisconsin.
Pochodził z Wisconsin. 25 stycznia 1841 roku mianowany przez prezydenta Martina Van Burena gubernatorem Terytorium Wisconsin. 23 kwietnia tego samego roku zastąpił go Alexander Pope Field. W 1841 został wybrany do Izby Reprezentantów Wisconsin z hrabstwa Lafayette. Brak bliższych danych o dacie narodzin i śmierci albo dalszych losach.